# Georg Wilhelm Bode (Maler)
Georg Wilhelm Bode (* 15. Mai 1801 in Hanau, Landgrafschaft Hessen-Kassel; † 6. April 1881 in Offenbach am Main, Großherzogtum Hessen) war ein deutscher Maler und Grafiker.

## Leben
In den Jahren 1818 bis 1822 studierte Georg Wilhelm Bode, Sohn des ehemaligen kurhessischen Offiziers und Schlossverwalters Bernhard Tobias Bode, an der Zeichenakademie Hanau. Am 2. Mai 1825 schrieb er sich an der Kunstakademie München für das Fach Malerei ein. Dort waren bis 1827 Peter von Cornelius und Clemens von Zimmermann seine Lehrer. 1828/29 malte er einige Landschaften. Wahrscheinlich war er in dieser Zeit Mitarbeiter von Cornelius bei dessen Ausführung von Fresken in der Pinakothek. Vor 1830 weilte er in Paris, wo er nochmals 1836/37 als erfolgreicher Porträtist arbeitete. Nach der Heirat 1830 mit Anna Maria Lückhardt (1799–1870) in Hanau war er als Zeichenlehrer am Progymnasium, später an der Offenbacher Realschule tätig und wurde Vater des gleichnamigen Bildhauers und des Malers Leopold Bode.
In Offenbach hatte er bereits 1828 einige Bildnisaufträge ausgeführt.
Bode war Mitbegründer und Anhänger der Turnbewegung sowie befreundet mit dem „Turnvater“ Friedrich Ludwig Jahn. 1832 war er an der Gründung des Offenbacher Turnvereins maßgeblich beteiligt. Sogar für die Einführung des Turnunterrichts in den Schulen war er verantwortlich. Als 1847 die Turnvereine als politisch verdächtig aufgelöst wurden, gründete er eine private Turnanstalt. Des Weiteren engagierte er sich im 1826 entstandenen Sängerverein. 1848 beteiligte er sich führend an der revolutionären Bewegung in Offenbach. Zum Freundeskreis um den Offenbacher Sprachforscher Karl Ferdinand Becker gehörig, erhielt er Anregungen zu Bildthemen und Motiven, wie Traum des Kindes nach einem Gedicht von Georg Helmsdörfer (1803–1856), in dem er das romantische Schutzengelmotiv der in München entstandenen Ruhe auf der Flucht variierte.
Bode gründete in Offenbach die erste lithografische Anstalt, die zahlreiche Lithografen ausbildete, für Gewerbe und Industrie arbeitete und Offenbacher Ansichten, Bildnisse, Blumenstücke, teils in Vierfarbdruck, verlegte, etwa Humoristische Geschichte des Offenbacher Sängervereins (1851). Mit dem Sohn Leopold bemalte er wiederholt Fahnen für Offenbacher Vereine und führte 1862/63 nach dessen Vorlagen 14 lebensgroße Heiligenbilder für die Deutsche Kirche in London aus. Außer romantischen Kindermotiven, Szenen zu Sagen, Legenden und nach literarischen Vorlagen (Ritter Harald, Roland erschlägt den Riesen nach Ludwig Uhland) schuf er vor allem Bildnisse (Selbstbildnisse, das früheste 1820; Porträts Offenbacher Bürger), aber auch heimatliche Landschaften in Öl, Aquarell, Kreide und Pastell. Nach dem Tod vergessen, wurde Bodes Werk 1914 von P. F. Schmidt wiederentdeckt.